# Đậu răng ngựa nhỏ
Đậu răng ngựa nhỏ (danh pháp: Vicia sativa) là loài thực vật cố định đạm thuộc họ Đậu. 

## Thư viện hình ảnh

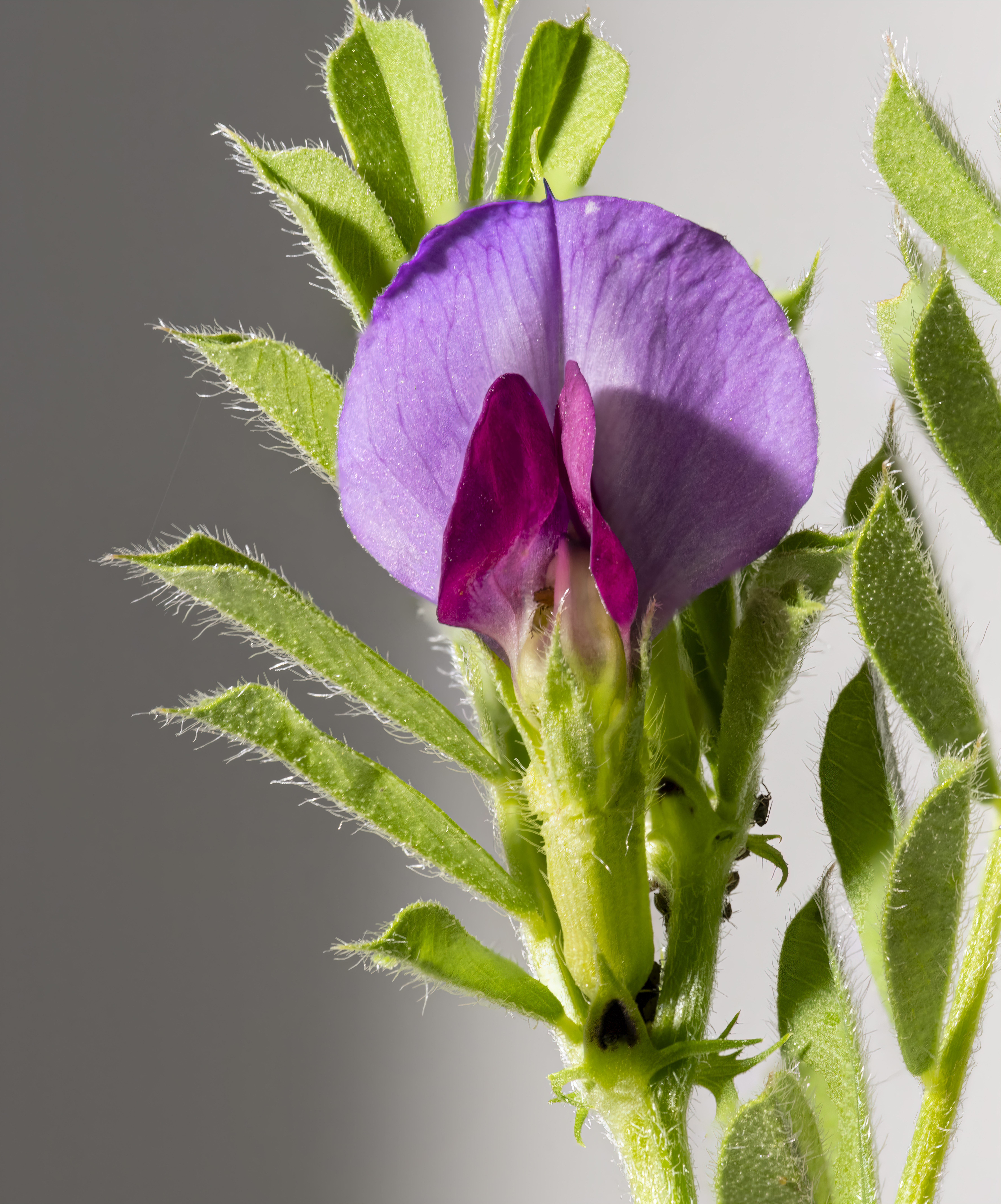
Hoa chung.
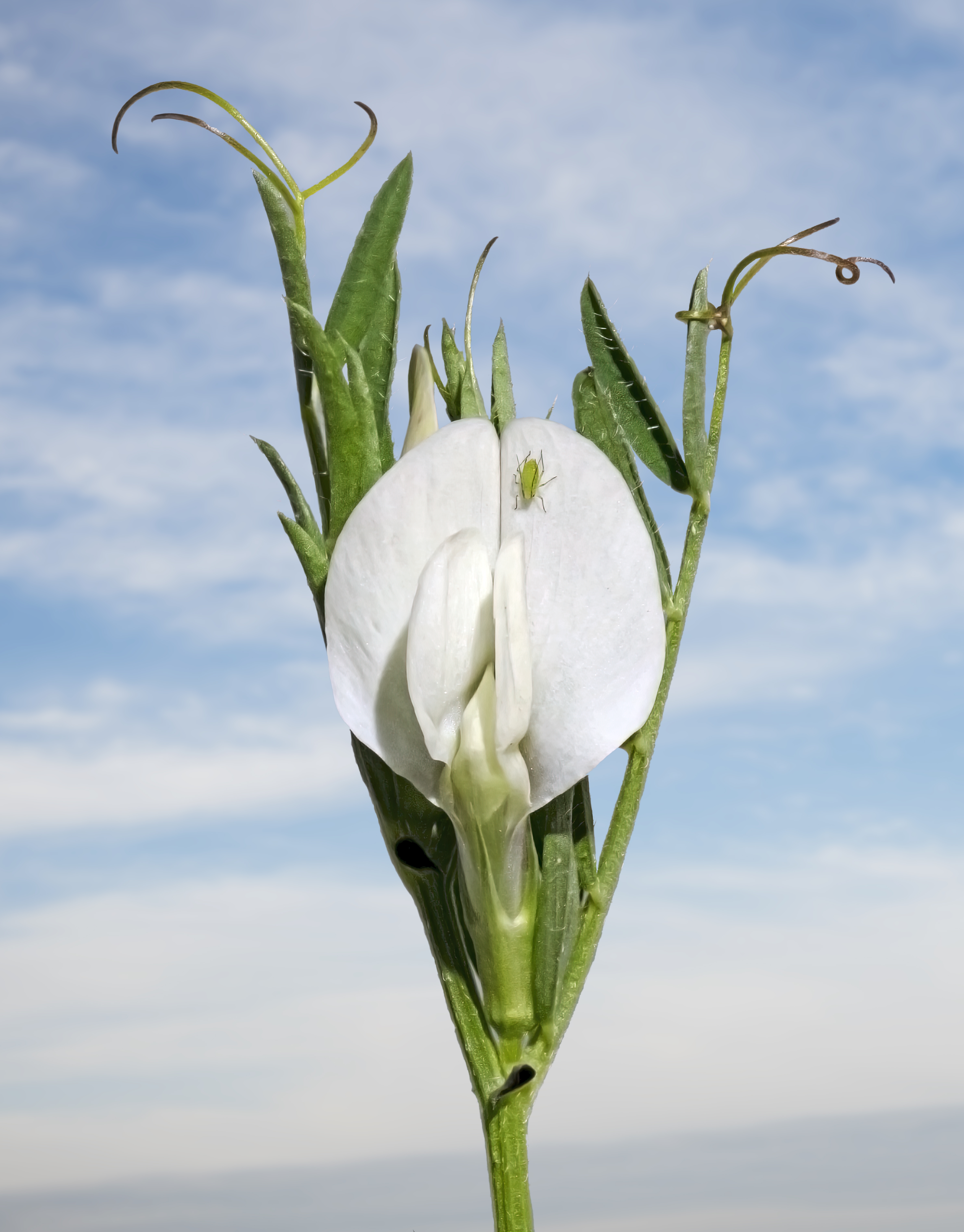
Hoa trắng hiếm hơn.
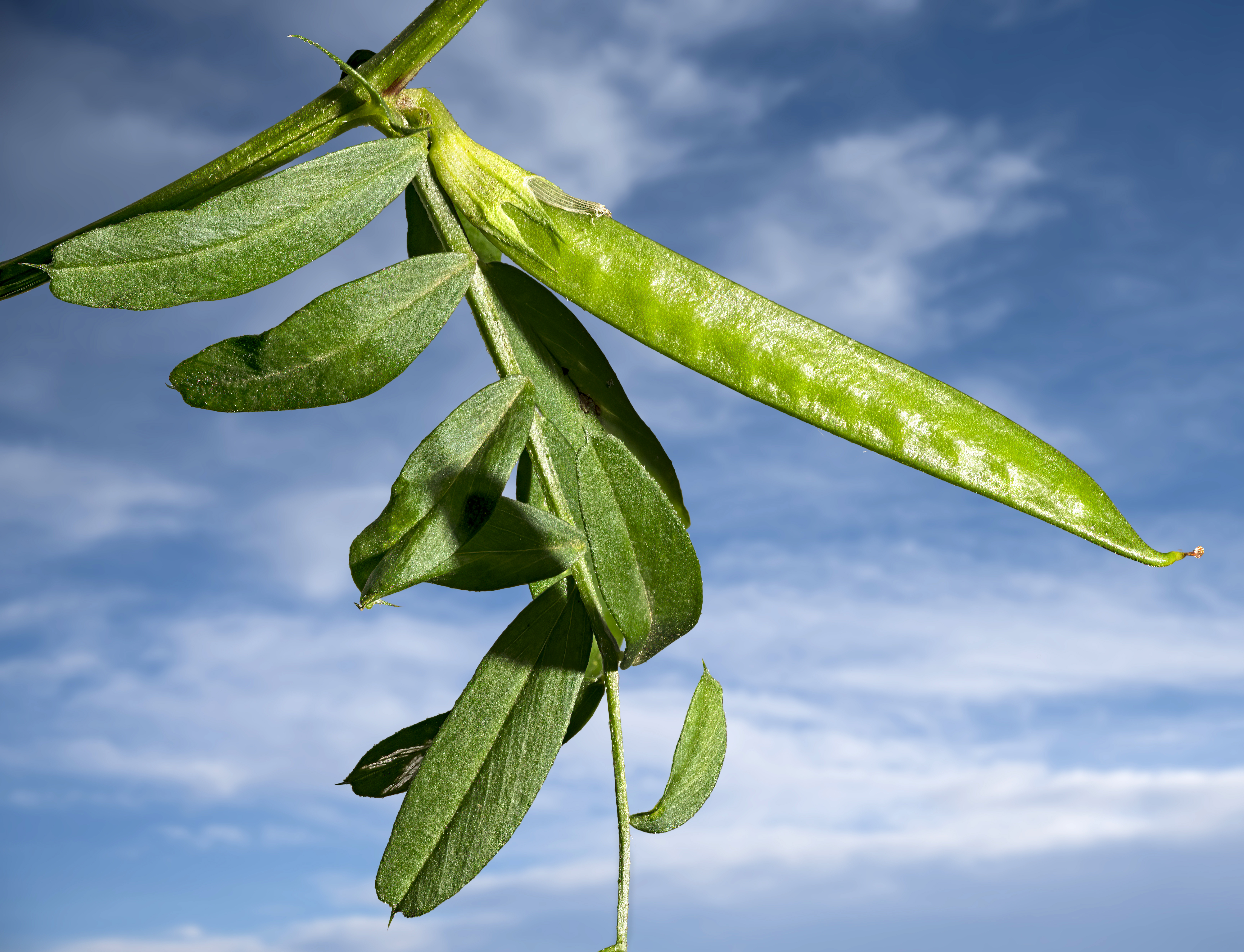
Trái cây chưa trưởng thành

## Phân loài
Có ít nhất 4 phân loài đã được công nhận:
- Vicia sativa ssp. cordata (Hoppe) Asch. & Graebn.
- Vicia sativa ssp. nigra (L.) Ehrh. – (= ssp./var. angustifolia, ssp. consobrina, ssp. cordata (Hoppe) Batt., ssp. cuneata, ssp. heterophylla, var. minor, var. nigra)
- Vicia sativa ssp. sativa (= var. linearis, ssp. notata)
- Vicia sativa ssp. segetalis (Thuill.) Arcang. (đôi khi được coi là thuộc ssp. nigra)